# Campeonato Paraense de Futebol de 2018
O Campeonato Paraense de Futebol de 2018, (por questões de patrocínio, Campeonato Paraense Banpará de 2018) foi a 106ª edição da principal divisão de futebol do Pará. O Paraense desse ano manteve as mudanças pontuais no formato, incluindo a disputa de turno e returno, que acabou. Ao final do campeonato, foram atribuídas três vagas para a Copa do Brasil de 2019 e ao campeão a vaga na Copa Verde de 2019, além de duas vagas na Série D de 2019.

## Regulamento
Mantendo o formato, os 10 clubes serão divididos em dois grupos. Em fase única, times da chave A1 jogam contra equipes da chave A2 duas vezes, no sistema de ida e volta. Os quatro mais bem colocados – dois de cada grupo – avançam para a semifinal e disputam um lugar na decisão.
O campeão terá vaga na Copa Verde de 2019. Os três primeiros colocados conquistarão vaga na Copa do Brasil de 2019 . Além disso, os dois clubes mais bem colocados - excluindo Paysandu e Remo - garantem vaga na Série D de 2019.

### Critérios de Desempate

#### Primeira Fase
Caso haja empate de pontos entre dois clubes, os critérios de desempates são aplicados na seguinte ordem:
1. Maior número de vitórias;
2. Maior saldo de gols;
3. Maior número de gols pró;
4. Sorteio.

#### Fase Final
Caso haja empate de pontos entre dois clubes, os critérios de desempates são aplicados na seguinte ordem:
1. Maior saldo de gols;
2. Cobranças de pênaltis.

## Equipes participantes

### Promovidos e rebaixados
| Pos. | Rebaixados da Primeira Divisão de 2017 |
| ---- | -------------------------------------- |
| 9º   | São Francisco-PA                       |
| 10º  | Pinheirense                            |

| Pos. | Promovido da Segunda Divisão de 2017 |
| ---- | ------------------------------------ |
| 1º   | Bragantino-PA                        |
| 2º   | Parauapebas                          |

| Equipe                        | Cidade      | Em 2017 | Estádio            | Capacidade | Títulos             | Part. |
| ----------------------------- | ----------- | ------- | ------------------ | ---------- | ------------------- | ----- |
| Águia de Marabá Futebol Clube | Marabá      | 5º      | Zinho de Oliveira  | 5.000      | 0                   | 17    |
| Bragantino Clube do Pará      | Bragança    | 1º(B)   | Diogão             | 5.000      | 0                   | 11    |
| Cametá Sport Club             | Cametá      | 7º      | Parque do Bacurau  | 10.230     | 1 (2012)            | 9     |
| Castanhal Esporte Clube       | Castanhal   | 6º      | Modelão            | 7.500      | 0                   | 18    |
| Independente Atlético Clube   | Tucuruí     | 3º      | Navegantão         | 8.000      | 1 (2011)            | 15    |
| Paragominas Futebol Clube     | Paragominas | 8º      | Arena Verde        | 10.000     | 0                   | 6     |
| Parauapebas Futebol Clube     | Parauapebas | 2º(B)   | Rosenão            | 5.760      | 0                   | 3     |
| Paysandu Sport Club           | Belém       | 1º      | Curuzu             | 16.200     | 47 (último em 2017) | 102   |
| Clube do Remo                 | Belém       | 2º      | Mangueirão         | 45.007     | 44 (último em 2015) | 102   |
| São Raimundo Esporte Clube    | Santarém    | 4º      | Colosso do Tapajós | 8.500      | 0                   | 16    |

## Desempenho por rodada

### Grupo A1
Clubes que lideraram o Grupo A1 ao final de cada rodada:
| Rodadas | Rodadas  | Rodadas  | Rodadas  | Rodadas | Rodadas  | Rodadas  | Rodadas  | Rodadas  | Rodadas  |
| ------- | -------- | -------- | -------- | ------- | -------- | -------- | -------- | -------- | -------- |
| 1       | 2        | 3        | 4        | 5       | 6        | 7        | 8        | 9        | 10       |
| AGM     | PAYSANDU | PAYSANDU | PAYSANDU | IND     | PAYSANDU | PAYSANDU | PAYSANDU | PAYSANDU | PAYSANDU |

### Grupo A2
Clubes que lideraram o Grupo A2 ao final de cada rodada:
| Rodadas | Rodadas | Rodadas | Rodadas | Rodadas | Rodadas | Rodadas | Rodadas | Rodadas | Rodadas |
| ------- | ------- | ------- | ------- | ------- | ------- | ------- | ------- | ------- | ------- |
| 1       | 2       | 3       | 4       | 5       | 6       | 7       | 8       | 9       | 10      |
| REMO    | REMO    | REMO    | REMO    | REMO    | SRM     | REMO    | REMO    | REMO    | REMO    |

## Fase Final
|  | Semifinais      | Semifinais | Semifinais | Semifinais |   |          | Final | Final | Final | Final |
|  |                 |            |            |            |   |          |       |       |       |       |
|  | Paysandu        | 0          | 2(3)       | 2          |   |          |       |       |       |       |
|  | Bragantino-PA   | 2          | 0(2)       | 2          |   |          |       |       |       |       |
|  | Bragantino-PA   | 2          | 0(2)       | 2          |   | Paysandu | 1     | 0     | 1     |       |
|  |                 |            |            |            |   | Paysandu | 1     | 0     | 1     |       |
|  |                 | Remo       | 2          | 1          | 3 |          |       |       |       |       |
|  | Remo            | Remo       | 2          | 1          | 3 | 0        | 2     | 2     |       |       |
|  | Remo            |            |            |            |   | 0        | 2     | 2     |       |       |
|  | São Raimundo-PA | 1          | 0          | 1          |   |          |       |       |       |       |

|  | Disputa do 3° lugar |   |   |   |
|  |                     |   |   |   |
|  | Bragantino-PA       | 1 | 1 | 2 |
|  | São Raimundo-PA     | 1 | 0 | 1 |

| Campeonato Paraense 2018  |
| ------------------------- |
| Belém                     |
| Remo Campeão (45º título) |

### Final

#### Ida
| Domingo, 1 de abril | Paysandu                  | 1 – 2      | Remo                       | Estádio Mangueirão, Belém                       |
| 16:00               | Cassiano Dias Moreira 43' | TV Cultura | 29' Isac · 79' Rodriguinho | Público: 16 019 pagantes Árbitro: Raphael Claus |

#### Volta
| Domingo, 8 de abril | Remo     | 1 – 0      | Paysandu | Estádio Mangueirão, Belém                          |
| 16:00               | Isac 27' | TV Cultura |          | Público: 28 876 pagantes Árbitro: Anderson Daronco |

## Artilharia
| Gols | Jogador               | Time      |
| ---- | --------------------- | --------- |
| 7    | Dedeco                | Castanhal |
| 6    | Isac                  | Remo      |
| 5    | Cassiano Dias Moreira | Paysandu  |

## Maiores públicos
Esses são os dez maiores públicos do Campeonato:
| Nº | Público[i] | Mandante     | Placar | Visitante    | Estádio            | Data          | Rodada/Turno       |
| -- | ---------- | ------------ | ------ | ------------ | ------------------ | ------------- | ------------------ |
| 1  | 33.953     | Paysandu     | 1-2    | Remo         | Mangueirão         | 28 de Janeiro | 4ª Rodada          |
| 2  | 32.670     | Remo         | 3-0    | Bragantino   | Mangueirão         | 14 de Janeiro | 1º Rodada          |
| 3  | 28.876     | Remo         | 1-0    | Paysandu     | Mangueirão         | 8 de Abril    | Final (Volta)      |
| 4  | 23.137     | Remo         | 1-0    | Paysandu     | Mangueirão         | 11 de Março   | 9º Rodada          |
| 5  | 16.019     | Paysandu     | 1-2    | Remo         | Mangueirão         | 01 de Abril   | Final (ida)        |
| 6  | 14.923     | Paysandu     | 1-0    | Parauapebas  | Curuzu             | 17 de Janeiro | 1ª Rodada          |
| 7  | 10.556     | Remo         | 2-0    | São Raimundo | Mangueirão         | 25 de Março   | Semifinais (Volta) |
| 8  | 8.722      | Paysandu     | 2-0    | Bragantino   | Curuzu             | 24 de Março   | Semifinais (Volta) |
| 9  | 7.485      | Remo         | 2-0    | Águia        | Mangueirão         | 23 de Janeiro | 3º Rodada          |
| 10 | 6.805      | São Raimundo | 1-2    | Paysandu     | Colosso do Tapajós | 03 de Março   | 8º Rodada          |

- i. ^ Considera-se apenas o público pagante

## Classificação geral
- ^  F2. O Paragominas perdeu três pontos devido escalação irregular do jogador Fidélis confirmada pelo STJD.[2]
- 24/03/2018 - Como Paysandu e Remo já disputam em 2018 respectivamente a Série B e Série C do Campeonato Brasileiro, as 02 Vagas na Série D 2019 destinadas ao Estado do Pará ficam em posse dos 3º e 4º colocados no campeonato.
- 16/05/2018 - Como o Paysandu consagrou-se campeão da Copa Verde 2018, garantiu assim vaga direta paras as oitavas de final da Copa do Brasil 2019, abrindo assim mais uma vaga para o Estado do Pará classificando assim o 4° Colocado.

## Campeonato Paraense sub-15
- Campeão: Remo [3]
- Vice-campeão: Castanhal

| Sexta-Feira, 29 de Junho | Remo | 2 – 1 | Castanhal | Mangueirão, Belém |
|                          |      |       |           |                   |

## Campeonato Paraense sub-17
- A competição garante ao campeão e vice, vaga na Copa São Paulo de Futebol Júnior de 2019 e somente ao campeão vaga na Copa do Brasil de Futebol Sub-17 de 2019.
- Campeão: Carajás [4]
- Vice-campeão: Remo

|  | Remo | 0 – 1 | Carajás | Mangueirão, Belém |
|  |      |       |         |                   |

## Campeonato Paraense sub-20
- A competição garante ao campeão vaga na Copa do Brasil de Futebol Sub-20 de 2019.
- Campeão: Castanhal [5]
- Vice-campeão: Carajás

| 15 de Novembro | Castanhal | 3 – 1 | Carajás | Mangueirão, Belém |
|                |           |       |         |                   |

## Campeonato Paraense feminino
- A competição garante ao campeão (ou melhor equipe depois do Pinheirense) vaga no Campeonato Brasileiro de Futebol Feminino - Série A2 de 2019.
- Campeão: ESMAC [6]
- Vice-campeão: Pinheirense

|  | ESMAC | 5 – 1 | Pinheirense |  |
|  |       |       |             |  |